# Windigsteig
Windigsteig est une commune autrichienne du district de Waidhofen an der Thaya en Basse-Autriche.